# Георги Костадинов
Вижте пояснителната страница за други личности с името Георги Костадинов.
Георги Харалампиев Костадинов е български състезател по бокс.

## Биография
Георги Костадинов е роден на 16 януари 1950 година. Той е първият олимпийски шампион на България по бокс. Спечелва титлата през 1972 година в Мюнхен. На финала с контузия побеждава угандиеца Рвабого. След три години прекратява своята кариера. Работи последователно като треньор и учител по физическо възпитание в Бургас. От 1999 г. е главен експерт по спорт към Община Бургас. Тренира бокс от малък. От 1964 г. до 1970 г. активно участва в първенствата по бокс за юноши. Състезава се за СК „Черноморец“ (Бургас) и СК „ЦСКА“ (София) при треньора Васил Костов. Първият му успех е на осемнадесетгодишна възраст на Международния турнир „Москва“.
Печели златен медал от летните олимпийски игри в Мюнхен през 1972 г. в категория до 51 кг. На финала боксира с тежка травма на двете ръце. Първият български олимпийски шампион по бокс. Четири пъти е носител на Купа „Странджа“. Той е един от малкото боксьори, които никога не са чупили носа си.
Завършва ВИФ Работи като треньор в СК „Черноморец“ (Бургас) и в Ирак (1989 – 1990 г.). Днес живее в Бургас и работи като главен експерт в отдел „Спорт“ на община Бургас. 
Награден с ордена „Народна република България“ I степен, Златен медал „1300 години България“. Почетен гражданин на Бургас (2000). През 2012 г. е удостоен с орден „Стара планина“.

### Мюнхен 72
- Побеждава Ян Балоух (Пакистан) TKO 2
- Побеждава Крис Иус (Канада) 5 – 0
- Побеждава Калисто Перез (Колумбия) 3 – 2
- Побеждава Лежек Блажински (Полша) 5 – 0
- Побеждава Лео Руабуого (Уганда) 5 – 0